# FTX

FTX

FTX는 앤티가 바부다(Antigua and Barbuda)에 본사를 두고 있는 암호화폐 거래소이다. MIT(매사추세츠 공과대학교) 출신의 샘 뱅크만 프라이드(Sam Bankman-Fried)와 개리 왕(Gary Wang)이 2019년 5월에 설립하였으며, 현재 샘 뱅크만 프라이드가 FTX의 CEO를 맡고 있다. FTX에서는 암호화폐 현물, 선물, 옵션, 레버리지 토큰 등 다양한 파생상품을 제공하고 있으며, 테슬라(TSLA), 애플(APPL), 아마존(AMZN), 페이스북(FB) 등의 주식이 토큰화되어 있어 거래할 수 있다. FTX와 별개로 미국 거주자들이 이용할 수 있는 거래소인 FTX.US가 별도로 운영되고 있다.

## 파산
현재는 바이낸스와 부채를 이기지 못하여 파산에 돌입하였으며 그 과정에서 주로 약자들이 많은 피해를 입었다. 어떤 사람들은 돈만 많았던 약자들보다 훨씬 노련했으며 FTX 제국 붕괴를 간단히 회피했다. FTX는 파산하기 전에도 이런 탈출로 인하여 상당한 피해를 본 것으로 추정되며 약자들 입장에서도 출금 가능 시간이 급속도로 감소하게 되었다. 심지어 마지막 절정기에는 자랑하던 보안이 의문스럽게 뚫려서 접속이 불가능해 출금도 불가능하게 되었고 많은 금액이 사라지는 사태까지 발생했다.
샘은 민주당 지지자로 평소에 상당히 착한 척을 하고 다닌 것으로 알려졌으며 파산 이후에도 말과 달리 무책임한 행동을 지속하고 있다. 정확한 시점은 의문이나 그는 망하기 훨씬 전부터 파산 가능성에 대해 알고 있었다. 그러나 상당한 피해를 입게 될 투자자나 고객들에게 그 사실을 알릴 생각은 별로 없었던 것으로 추정되고 있다.
인공지능은 어떤 주장들과 달리 이런 사태에 크게 유용하지 않았던 것으로 알려졌으며 많은 빅데이터 이용자들도 피해를 입었다고 알려졌다.